# Małgorzata Kukucz
Małgorzata Kukucz-Legień (ur. 10 lipca 1979 w Krakowie) – polska snowboardzistka, uprawia slalom i slalom gigant, a także snowboardcross. Złota i srebrna medalistka mistrzostw świata ISF w roku 1998. Srebrna medalistka mistrzostw świata juniorów z 1999 r. Wielokrotnie zdobywała tytuł mistrzyni Polski w slalomie równoległym, gigancie równoległym oraz snowboardcrossie. Na Uniwersjadzie w Popradzie zdobyła złoty medal w PGS i brązowy w SBX. Jest absolwentką AWF Kraków. Trenerka w klubie AZS AWF Katowice do roku 2008. Ma dwoje dzieci.

## Sukcesy

### Mistrzostwa Świata
| Miejsce | Dzień       | Rok  | Miejscowość          | Konkurencja       | Zwycięzca         |
| ------- | ----------- | ---- | -------------------- | ----------------- | ----------------- |
| 30.     | 21 stycznia | 1997 | San Candido          | Gigant            | Sondra van Ert    |
| 26.     | 12 stycznia | 1999 | Berchtesgaden        | Gigant            | Margherita Parini |
| 30.     | 14 stycznia | 1999 | Berchtesgaden        | Gigant równoległy | Isabelle Blanc    |
| 28.     | 15 stycznia | 1999 | Berchtesgaden        | Slalom równoległy | Marion Posch      |
| 16.     | 16 stycznia | 1999 | Berchtesgaden        | Halfpipe          | Kim Stacey        |
| 14.     | 17 stycznia | 1999 | Berchtesgaden        | Snowboardcross    | Julie Pomagalski  |
| 32.     | 23 stycznia | 2001 | Madonna di Campiglio | Gigant            | Karine Ruby       |
| 40.     | 24 stycznia | 2001 | Madonna di Campiglio | Gigant równoległy | Ursula Bruhin     |
| DNF     | 26 stycznia | 2001 | Madonna di Campiglio | Slalom równoległy | Karine Ruby       |
| 20.     | 28 stycznia | 2001 | Madonna di Campiglio | Snowboardcross    | Karine Ruby       |
| 23.     | 13 stycznia | 2003 | Kreischberg          | Gigant równoległy | Ursula Bruhin     |
| DNF     | 15 stycznia | 2003 | Kreischberg          | Slalom równoległy | Isabelle Blanc    |
| DNF     | 18 stycznia | 2005 | Whistler             | Gigant równoległy | Manuela Riegler   |
| 25.     | 19 stycznia | 2005 | Whistler             | Slalom równoległy | Daniela Meuli     |

### Puchar Świata

#### Miejsca w klasyfikacji generalnej
- 1996/1997 – 112.
- 1997/1998 – 101.
- 1998/1999 – 68.
- 1999/2000 – 69.
- 2000/2001 – 97.
- 2001/2002 – –
- 2002/2003 – –
- 2003/2004 – –
- 2004/2005 – –
- 2005/2006 – 161.
- 2009/2010 – 186.

#### Miejsca na podium
Kukucz nie stawała nigdy na podium zawodów PŚ.